# ARAG-Terrassenhaus
Das ARAG-Terrassenhaus (auch Stufenhaus) an der Brehmstraße 110 im Düsseldorfer Stadtteil Düsseltal war ein dreiteiliger Gebäudekomplex bestehend aus dem zwölfgeschossigen Stufenhochhaus, einem quergestellten, dreigeschossigen Flachbau und einem eingeschossigen Ladenlokal. Der Gebäudekomplex wurde 1963 bis 1966 an der Stelle der ehemaligen Dankeskirche erbaut, in den Jahren 1975 bis 1979 erweitert und 1991/1992 trotz Vergrößerungsplänen und heftiger Proteste seitens der Fachwelt und der Bürger abgebrochen. Heute steht an Stelle des Stufenhauses der ARAG-Tower.

## Lage und Umgebung
Das Gebäude war eines von drei Bauwerken aus den 1950er- und 1960er-Jahren der ARAG-Versicherung am Mörsenbroicher Ei im Düsseldorfer Norden. Es bildete mit einem runden Hochhaus und einem gewöhnlichen Hochhaus ein Gesamtensemble, in dem die Zentrale der ARAG-Versicherung untergebracht war. Die Gebäude waren jeweils an drei verschiedenen Eckpositionen der Kreuzung Brehmstraße-Heinrichstraße positioniert. Heute steht noch das denkmalgeschützte Hauptverwaltungsgebäude.

## Beschreibung
Das Gelände war dreieckig, der Gebäudekomplex bestand aus Hoch- und Flachbau sowie einem eingeschossigen Ladenbau.

### Stufenhochhaus
Das zwölfgeschossige Hochhaus war bis zu einem quergestellten, dreigeschossigen Flachbau abgetreppt. Nach Süden hin verjüngte sich die Etage an jedem der Obergeschosse jeweils um drei Fensterbreiten gegenüber dem darunter befindlichen Geschoss. Auf den vorkragenden Balken lagerten horizontale Betonlamellen. Die umlaufenden Beton-Brüstungsbänder bestanden aus Fertigteilen aus weißem Carrarakies. In dem Stufenhochhaus befanden sich die Einzelbüros, die offenen Pausenräume befanden sich an den Südterrassen mit der Haupttreppe.

### Flachbau
Der quergestellte, dreigeschossige Flachbau nahm noch das Casino, darüber die Büro-Großräume sowie ein Rechenzentrum auf. Der Flachbau war mit dem Hochhaus im zweiten Geschoss verbunden. In der Eingangshalle befanden sich spezielle Sessel und Tische, die eigens für die Eingangshalle nach Entwürfen des Architekten angefertigt wurden.

### Ladenlokal
Vor dem Hauptbau befanden sich fünf Pilzkonstruktionen, die unterschiedlich hoch und breit waren. Sie überlappten sich derart, dass ein zusammenhängendes, eingeschossiges Ladenlokal gebildet wurde.

## Geschichte

### Bau des Stufenhochhauses (1964/1967)
Das Gebäude wurde von 1964 bis 1967 nach Entwürfen von Paul Schneider-Esleben für die Allgemeine Rechtsschutz-Versicherungs AG (ARAG) erbaut. Am 4. Dezember 1964 wurde der Grundstein gelegt, in den Grundstein wurde dabei eine Urkunde mit altertümlicher Tintenschrift eingebracht: „Diese Urkunde ist am Freitag, dem 4. Dezember 1964 nach Christi Geburt in das Fundament eingelassen worden. Zum Zeitpunkt der Einmauerung war Doktor honoris Heinrich Lübke Bundespräsident der Bundesrepublik Deutschland, Bundeskanzler war Prof. Dr. rer. pol. Ludwig Erhard …“ Am 30. Juni 1967 wurde das Hochhaus feierlich mit Kammermusik von Johann Christian Friedrich Bach und Georg Friedrich Händel eingeweiht.

### Spindel-Treppenhaus und Erweiterung (1975/1979)
1975 wurde das Stufenhochhaus noch einmal verlängert. Die Baubehörde verlangte jedoch noch ein zusätzliches Treppenhaus, das als Beton-Spindel davorgesetzt wurde. Von 1976 bis 1979 fand eine Erweiterung des Baus statt.

### „Huckepacklösung“ und Abbruch (1991/1992)
In den 1990er Jahren sollte das Gebäude vergrößert werden. So erfolgte von Schneider-Esleben im Jahre 1991 ein erster Vorschlag zur Vergrößerung des alten Büro-Stufenhochhauses: Die sogenannte „Huckepacklösung“ – „durch Überstülpen eines Stahlskelettbauwerkes mit langen Außenstahlstützen um den Altbau. Plexiglasrohrgänge verbinden durch das Freie die beiden Bauteile an den Stufen. Der Bauherr schrieb von sich aus seine Begeisterung von dieser Lösung …“
Heinrich Klotz beschreibt die langwierigen, erfolglosen Erweiterungsversuche des Stufenhochhauses – „Sie gehorchen eher einer vorgegebenen Typologie und mußten zugleich irgendwelchen unsicheren Vorstellungen der beauftragten Projektmanager entsprechen. Es sind Stationen eines Leidensweges daraus geworden, dessen einzelne Schritte von immer neuen Hoffnungen angetrieben waren, bis der durchaus wohlhabende Auftraggeber das Projekt kurzerhand liegenließ“.
Bemerkenswert findet Klotz den ersten Lösungsvorschlag der Aufsattelung: „Der Ergänzungsteil wäre als gläsernes Volumen dem Stufenhaus aufgesattelt worden, so daß aus dem abgetreppten Baukörper zuletzt wieder ein klassisches Scheibenhochhaus geworden wäre, dessen zweigeteilte Struktur auf zwei unterschiedliche Bauphasen expressiv hingewiesen hätte“.
Klotz bewundert die Bauweise und vergleicht die geplante Aufsattelungsarchitektur mit der bereits gezeigten Rampen- und Röhrenarchitektur des Architekten: „An derartig lapidarer Direktheit der Vorgehensweise wird ein Grundcharakter des Architekten deutlich: Schneider von Esleben hat seit der Rampenarchitektur der Haniel-Großgarage und der Röhrenfassade des Mannesmann-Hochhauses auf unterschiedlichsten Wegen und mit vielfältigsten Ergebnissen immer wieder nach umstandslosen Antworten gesucht; seine Lösungen sind oft schlagend und kompromißlos direkt ausgefallen, was die Originalität und Frische der Entwürfe nur befördert hat“.
Acht Tage nachdem der erste Erweiterungsvorschlag von Seiten des Architekten vorgebracht wurde, verkündete man den Plan, den Bau abzureißen. Als Grund wurden dabei Asbestfunde vorgebracht. Im Februar 1991 stellte die ARAG den Abrissantrag; am 7. Mai 1991 wurde von Seiten der Stadtverwaltung der ARAG die offizielle Abrissgenehmigung (Nr.3-1055/91) erteilt. Nach einem erfolglosen Sprengversuch mussten noch bis Ende Januar 1992 Teile des Gebäudes mit einer fünf Tonnen schweren Abrissbirne mühsam zerkleinert werden.
Der Architekt Martin Großmann beschreibt die missglückte Sprengung als Tragikomödie:

„Im Abbruch wie im Leben, geht mancher Schuß daneben… möchte man als Zuschauer des Trauerspiels ‚Der Arag-Haus-Abriß‘ sagen, ging doch Sonntag früh der letzte Akt mit einem Donnerschlag – auf den dann merkwürdigerweise keine Reaktion erfolgte – über die Bühne. Aus der Tragöde wird eine Tragikomödie! Ich bleibe bei meiner (sehr persönlichen) Aussage in der RP vom 27. Juli 91, daß die Abbruch-Entscheidung unserer Stadtväter und Wirtschaftbosse eine ‚böse Tat‘ war. Nun müssen die Verantwortlichen mit dem Fluch der bösen Tat leben …“

## Auszeichnungen, kunsthistorische Bedeutung und Rezeption
Das Gebäude war vor seinem Bau in einem Wettbewerb mit dem 1. Preis ausgezeichnet worden. Hauptkriterium war dabei seine städtebauliche Funktion: „Der 1. Preis eines Wettbewerbes bezog sich auf die Vorstellung des damaligen Stadtplaners und des damaligen Vorstandes des Versicherungskonzernes dahingehend, mit einer unverwechselbaren Dominante einen städtebaulichen Festpunkt in dem chaotischen Straßengewirr um das gesamte Mörsenbroicher Ei zu schaffen.“
Heinrich Klotz beschreibt das positive Ecke in der Fachwelt und der Stadtplanung: „In der Tat, die Fachwelt war sich einig, daß dem Architekten Paul Schneider-Esleben mit dem treppenförmigen Bau ein origineller Wurf gelungen sei. Auch der ‚Wunsch des Stadtplaners [Tamms] nach einer turmartigen Dominante am Ortseingang‘ war damit glücklich in Erfüllung gegangen.“
Bereits während der Bauphase kommentierte das Nachrichtenmagazin Der Spiegel den treppenförmigen Bau und dessen innere Aufteilung in Ebenen, die nach dem Rang der Beschäftigten in der Unternehmenshierarchie nach oben aufsteigend geschichtet waren, als absichtsvolle Verkörperung eines „neudeutschen Leitsymbols“, der „Treppe zum Erfolg“. Dass die DDR-Zeitung Freies Wort den Bau als Beweis dafür gewertet hatte, dass „in der Architektur die westdeutsche Klassengesellschaft auch optisch Einzug gehalten“ habe, erwähnte Der Spiegel ebenfalls. Bemerkenswert fand das Magazin ferner, dass zu dem Gebäude einer der größten Atomschutzbunker der Bundesrepublik mit einem Fassungsvermögen von nahezu 3000 Menschen gehörte.
Jürgen Wiener würdigt die Architektur und meint, dass der Bau „1985 noch Aufnahme in den Architekturführer gefunden hätte“. Leider zähle der Bau zu den vielen architektonisch bemerkenswerten Gebäuden, die „mittlerweile verschwunden oder bis zur Unkenntlichkeit entstellt“ seien, und hätte deswegen nicht den Weg in einen Architekturführer gefunden.
Michael Brockerhof bemerkt insbesondere das Baumaterial Beton: „Der Werkstoff Beton, dessen vielfältige Möglichkeiten ab Ende der 1960er-Jahre immer stärker für Bauten genutzt wurden, wird bewusst als sichtbares Gestaltungselement genutzt.“
Heinrich Klotz beschreibt, wie in den 1960er Jahren das Baumaterial Beton, genauso wie Granit in den 1930er Jahren, den Eindruck von Ewigkeit und Nachhaltigkeit vermittelte: „Das Gebäude entstand in Sichtbeton und verband noch vor einem Drittel Jahrhundert die Assoziation einer tausendjährigen Haltbarkeit: ‚mindestens wie Granit‘, so die ‚Experten‘, Fachwissenschaftler und Ingenieure der Fachfirmen. Die damaligen Bauphysiker und Bauchemiker sowie die Betonindustrien dachten noch nicht an die zu erwartenden Immissionen noch Emissionen der inzwischen entwickelten Giftküche unserer hochentwickelten Industrie.“

Der Abbruch des Hauses war sehr umstritten. Bürger, Architekten, Denkmalschutzbehörden setzten sich mit dem Abriss des Stufenhochhauses auseinander. Heinrich Klotz beschreibt die Empörung über die Zerstörung des Gebäudes 

„Dieses zog vier Bürgerinitiativen, Empörung in der Fachwelt und der aufgebrachten Denkmalschutzbehörden nach sich. Gegenüber der Öffentlichkeit, den Medien und Journalisten galt als Begründung für den Abriß der mehr als skurrile Hinweis, in dem Gebäude befände sich Asbest – ein absoluter Nonsens. Jedes Haus hatte und hat Asbestrelikte, die man außerdem mit Leichtigkeit und ohne besonderen Kostenaufwand hätte entfernen können, wenn man unbedingt gewollt hätte. Spezialfirmen für Asbestentfernung gibt es en masse überall. Aber die Presse fiel naiv darauf herein und die Öffentlichkeit war beruhigt, da man nun vor Krebs, Aids, Infarkt, Cholera, Typhus und Läusen durch den Abriß geschützt sei. Außerdem sollten die inzwischen wesentlich kleiner gewordenen Computer nicht mehr in die Büros passen und ähnliche Entschuldigungen, um den wahren Grund der Austragung eines internen Familienzwistes zu vertuschen, bei dem es nur galt, das Werk der Gegenpartei, diese ‚feindliche‘ Stufenhochhaus, so schnell wie möglich endlich zu beseitigen.“

Klotz bemerkt insbesondere die Einzigartigkeit der Bürgerinitiative und das städtebauliche markante Identitätsmerkmal des Baus:

„Nach einer langen Planungszeit und nach vielen Anläufen, den Altbau zu retten, zu ergänzen und zu erweitern, ihn schließlich zu erneuern, war zuletzt die gänzliche Vernichtung das Resultat. Das 1963 errichtete Versicherungsgebäude stand bis 1991 aufrecht und wurde unter Protest der Denkmalschutzbehörde und gegen den heftigen Einspruch von vier Bürgerinitiativen gesprengt. Wann je hatte es Bürgerinitiativen zur Rettung eines Hochhauses, noch dazu aus Beton, gegeben?! Die charaktervolle Silhouette war zu einem städtebaulich markanten Identitätsmerkmal in ausgesetzter Lage geworden: positiver Orientierungspunkt. Doch verweist die ersatzlose Vernichtung des Gebäudes nicht nur auf das zu erwartende Schicksal vieler Neubauten heutiger Kommerzarchitektur, sonder noch mehr auf die Verantwortungslosigkeit einer verständnislosen Bauherrenschaft. In immer neuen Anläufen und mit stets neuen Gründen veranlaßte der Eigentümer den Architekten, immer wieder neue Vorschläge zu entwickeln und mit einer langen Reihen von Planungen den Anschein der Neubebauung aufrechtzuerhalten – bis hin zur Einstellung des Projektes.“

Auf Drängen der gegründeten Bürgerinitiative ARAG-Haus gab der Direktor des LVR-Amtes für Denkmalpflege im Rheinland und Landeskonservator des Landschaftsverbandes Rheinland (LVR) Prof. Udo Mainzer eine Stellungnahme zum geplanten Abbruch ab. Dessen Gutachten erschien am 8. Juli 1991. Heinrich Klotz beruft sich auf Mainzers Gutachten, es „bescheinigt dem Schneider-Esleben-Bau ‚in NRW einzigartig‘ zu sein.“ Selbst nachdem im September 1991 ein „mysteriöser Brand“ ausgebrochen war, hielt Prof. Mainzer an der Denkmalwürdigkeit des Hauses fest: „Solange ein Denkmal noch steht, glaube ich auch an seinen Erhalt“. Klotz untermauerte Mainzer anhand des Denkmalschutzgesetzes: „Nach dem Gesetz ist es übrigens auch dann noch denkmalfähig, wenn es bis zu 60 Prozent zerstört ist“.
Selbst für die nun ausgebrannte Ruine setzten sich die Bürger ein. So stellte die Bürgerinitiative Anfang November 1991 einen neuen Antrag: „Wenigstens der charaktistische Umriß der Fassade solle doch unter Schutz gestellt und in eine künftige städtebauliche Lösung einbezogen werden“.
Ulrich Stevens vom Amt für Denkmalpflege schrieb am 16. April 1991 an die inzwischen gegründete Bürgerinitiative – „er hielte einen Abbruch ‚für höchst bedauerlich‘; dies würde ‚zu einer spürbaren Lücke in der Düsseldorfer Architekturlandschaft führen‘. Ihm erschiene das, so Stevens, ‚um so unverständlicher, als die Stadt gerne auf die so hervorragenden Neubauten und Neubau-pläne in ihren eigenen Mauern verweist‘.“ Nach geltendem Recht in Denkmalschutzfragen bewertete die selbständige Kommune, d. h. die Untere Denkmalbehörde, das ARAG-Haus als „signifikant und erhaltenswert“.